# Futbolniy Klub Khimik Dzerzhinsk
O Futbolniy Klub Khimik Dzerzhinsk (em russo: Футбольный Клуб Химик Дзержинск), ou simplesmente como khimik é um clube de futebol de Dzerjinsk, que atualmente disputa a Primeira Divisão Russa 2014-2015.
Fundado em 1946 com o nome de Azot Dzerzhinsk; a partir de 1947 mudou de nome varias vezes, (Zavod, Zarya, Volna, Sibur) ate o atual. O clube jogou o Campeonato soviético de 1947 a 1949 e de 1960 a 1962.